# Puyo Pop (videojuego)
Puyo Pop, conocido como Minna de Puyo Puyo (みんなでぷよぷよ?  lit. "Todos son Puyo Puyo" o "Puyo Puyo para todos") en Japón, es el primero de los juegos de Puyo Puyo hechos para Game Boy Advance, y el primero producido por Sonic Team. Es el último juego en usar el elenco original de Madou Monogatari. 
El título japonés se refiere al modo de cuatro jugadores del juego y se convirtió en un elemento básico en futuros juegos. El título occidental simplemente se llama Puyo Pop, un título reciclado de la versión Neo-Geo Pocket de Puyo Puyo 2). 
De todos los juegos de Puyo Puyo, este parece ser el más directamente influenciado por Puyo Puyo 2, aunque algunos de los elementos del juego recuerdan a Puyo Puyo~n, como la Regla Especial. 

## Trama
Satan, el villano principal de los juegos anteriores, una vez más no sirve para nada. Él divide cinco runas de oro, y se entregan a diferentes personas en todo el mundo. Luego organiza un concurso de Puyo Puyo. Carbuncle se escapa y Arle lo persigue, comenzando así su extraño viaje para recoger las runas y encontrar a Carbuncle. Al final, se revela que las runas son en realidad un boleto para que Arle y él mismo vayan y se bañen en algunas aguas termales, hechas del polvo de curry más fino con el aroma más leve para que Carbuncle lo rastree. Arle luego rompe los bloques de curry, frustrando a Satan una vez más y dejándolo llorar histéricamente, mientras que Arle usa los bloques para hacer curry. 

## Jugabilidad

### Un jugador
Este modo es esencialmente el modo historia del juego. Cada etapa se desbloquea a medida que Arle avanza a través de la historia. Sin embargo, una característica interesante de este modo es la capacidad de obtener y entregar varios elementos a lo largo de las etapas. La misión secundaria del elemento se puede jugar después de completar el juego. Cada elemento se recibe después de que el jugador completa la etapa por segunda vez. El jugador navega a través de seis áreas diferentes: Bosque Hamaji, Ciudad Dorada, Mazmorra Gachinko, Torre Mágica, Castillo de Satan y Trial Labyrinth, cada una con su propia Regla Especial. Cada una de las primeras cinco áreas se desbloquea completando la anterior, pero Trial Labyrinth tiene que desbloquearse después de completar una misión de entrega de artículos después de completar las primeras cinco áreas por segunda vez. 

### Multijugador
Estos son los modos de dos y cuatro jugadores, respectivamente. Permiten jugar tanto con un solo cartucho como con varios. Las reglas de Point y Hard Puyo se pueden usar una vez que se desbloquean. Carbuncle y Satan también se pueden usar una vez que se han desbloqueado. 

### Colección de tarjetas
Exclusivo de Puyo Pop es una serie de misiones de entrega de artículos que permiten al jugador recoger cartas de personaje del elenco. Estos solo se pueden realizar después de que el jugador ya haya superado el modo historia normal una vez. Una vez recolectadas, las cartas actúan como un sistema de galería típico del género, presentando ilustraciones del personaje y permitiendo al jugador escuchar sus voces presionando el botón A. Hay 20 cartas en total, con las tarjetas 19 y 20 reproduciendo música que de otro modo no se usaría en el juego. 

## Recepción
Puyo POP recibió mayormente críticas positivas. Recibió una calificación de 84/100 en Metacritic, basada en 14 reseñas.
IGN lo cita como «Un fantástico juego de rompecabezas mejorado simplemente al permitir que un equipo de desarrollo explote las características del Cable Link del Game Boy Advance hasta donde sea posible.», dándole una calificación de 90/100.